# Ich werde dich auf Händen tragen (1943)
Ich werde dich auf Händen tragen ist ein komödiantischer Liebesfilm des Regisseurs Kurt Hoffmann aus dem Jahr 1943. In den Hauptrollen verkörpern Heli Finkenzeller und Hans Nielsen die Eheleute Karin und Herbert Hartung. In tragenden Rollen sind Wolfgang Lukschy, Hans Leibelt und Elisabeth Markus besetzt.

## Handlung
Karin Hartung fühlt sich in ihrer Ehe mit dem Chemiker Dr. Herbert Hartung nicht mehr wohl, da ihr Eheleben in einer für sie unerträglichen Routine gemündet ist, in der sie sich als Frau kaum noch von ihrem Mann wahrgenommen fühlt. Weil alles was sie macht, als selbstverständlich hingenommen wird und sie keinerlei Beachtung mehr erfährt, beschließt sie, einen Schlussstrich unter ihre Ehe zu ziehen und in ihr Elternhaus zurückzukehren. Sie nimmt eine Anstellung als Sekretärin im Konzern ihres Vaters an, während Herbert nun allein vor den täglichen Aufgaben eines Haushalts steht, die er im Rahmen seiner Möglichkeiten in komisch dargestellter Art und Weise mal gut und mal weniger gut erledigt.
Karin lernt auf ihrer Arbeitsstelle Viktor kennen, einen äußerst charmanten Gentleman und Jugendfreund Herberts, der sich auf den ersten Blick in sie verliebt. Er weiß nicht, mit wem Karin verheiratet war, sondern nur, dass ihre Ehe gescheitert ist. Auf diesen Umstand Rücksicht nehmend, halten sich seine Annäherungsversuche in Grenzen, jedoch überredet er Karin dazu, ihre zukünftige Lebensplanung noch einmal zu überdenken. Er überzeugt sie davon, dass sie doch besser als Hausfrau eine ehrenvolle Tätigkeit leisten könnte, statt ihr Dasein in einer Fabrik zu fristen und schlägt ihr eine Anstellung bei einem seiner Bekannten vor, der gerade auf der Suche nach einer Haushaltshilfe sei. Das Groteske daran ist aber, dass es ausgerechnet Herbert ist, den Viktor ihr als zukünftigen Arbeitgeber empfiehlt und Karin somit quasi direkt wieder in dieselbe Rolle drängt, aus der sie sich eigentlich befreien wollte.
Karin geht jedoch auf Viktors Vorschlag ein und taucht gemeinsam mit diesem bei Herbert auf, was ein heilloses Chaos auslöst. Schlagfertig, wie Karin nun einmal ist, bringt sie Herbert dazu, dieses sich nun zwangsläufig entwickelnde Rollenspiel mitzuspielen. Sie beginnt mit Absicht, Herbert eifersüchtig zu machen, indem sie provokant mit Viktor flirtet, der natürlich nicht abgeneigt ist; er ahnt ja nicht, dass ausgerechnet sein Freund Herbert der Mann ist, von dem Karin weggelaufen ist.
Dann allerdings wendet sich das Blatt, als die attraktive Elvira sich ebenfalls bei Herbert vorstellt und um die Stelle als Haushaltshilfe bewirbt. Gegenseitige kleine Eifersuchtsspielchen und Provokationen nehmen nun unweigerlich ihren Lauf. Letztendlich finden Karin und Herbert jedoch wieder zueinander, indem sie sich eingestehen, beide Fehler in der Vergangenheit gemacht zu haben. Sie sind fest entschlossen einen neuen Eheversuch zu starten, um doch noch gemeinsam dauerhaft glücklich zu werden.

## Produktion

### Produktionsnotizen
Eugen Klagemann übernahm neben Fritz Arno Wagner die Kameraführung. Willy Schiller war gemeinsam mit Hermann Liebig und Gabriel Pellon für die Filmbauten verantwortlich. Adolf Seißl war der Standfotograf. Die Dreharbeiten begannen am 18. Januar 1943 und endeten im März desselben Jahres.

### Veröffentlichung
Ich werde dich auf Händen tragen wurde am 19. Oktober 1943 im Berliner Marmorhaus uraufgeführt. Die Arbeitstitel des Films lauteten Wie finden Sie meinen Mann? und Wie erziehe ich meinen Mann? Der Erstverleih erfolgte durch die Deutsche Filmvertriebs GmbH (DFV) Berlin.
In Slowenien wurde der Film im Mai 1944 unter dem Titel Na rokah te vom nosil veröffentlicht. Der englische Titel des Films lautet I’ll Carry You on My Hands.

### Film mit demselben Titel
1958 drehte Veit Harlan einen Film mit demselben Titel, der inhaltlich allerdings nichts mit diesem Film zu tun hat. Hans Nielsen hat in beiden Filmen mitgewirkt.

## Kritik
„Harmlose, mitunter sehr konstruierte Komödie, die nur dank Kurt Hoffmanns Regie vor dem Abgleiten ins Belanglose gerettet wird.“